# Bayannurosaurus
Bayannurosaurus perfectus
Genre
Espèce
Bayannurosaurus est un  genre fossile de dinosaures iguanodontes, un ornithopode du clade des ankylopollexiens.

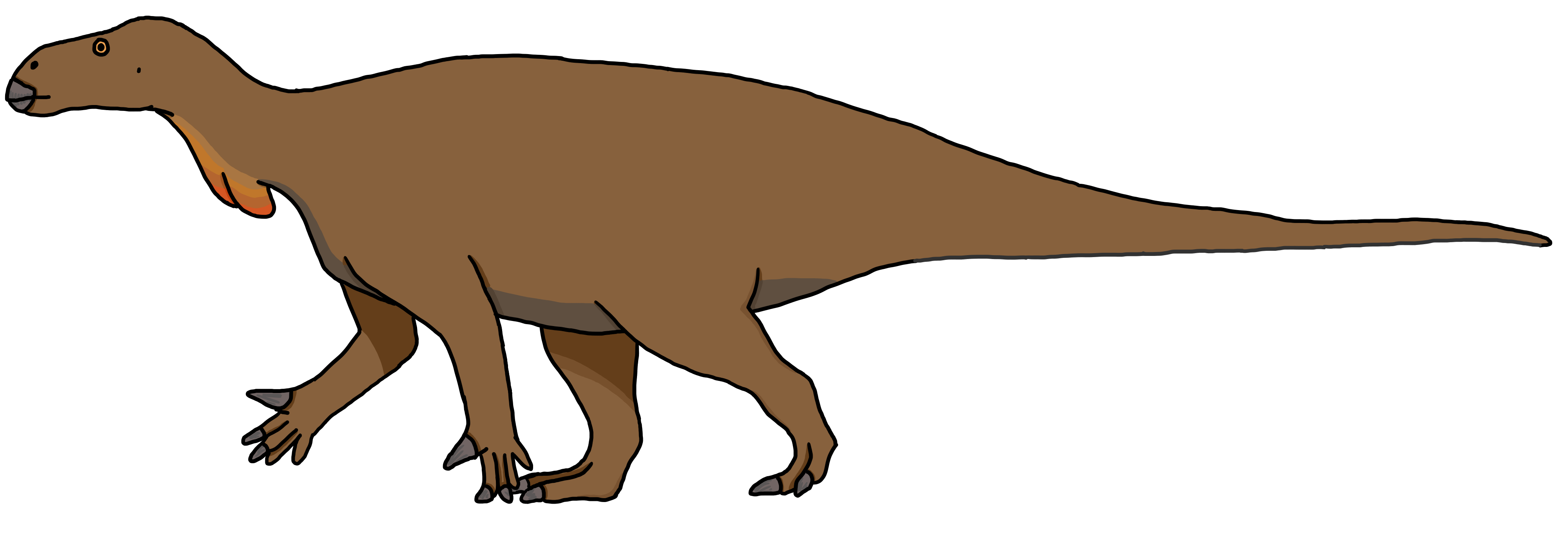

Une seule espèce est rattachée au genre : Bayannurosaurus perfectus, décrite par le paléontologue chinois Xu Xing et ses collègues en 2018.

## Description
Son fossile parfaitement conservé a été découvert dans la formation de Bayin-Gobi, dans la région autonome de Mongolie-Intérieure en Chine, près de la ville-préfecture de Bayannuur qui lui a donné son nom. Il provient d'un niveau stratigraphique daté de l'Aptien (Crétacé inférieur), soit il y a environ entre 121,4 et 113,2 millions d'années.
Bayannurosaurus avait une longueur totale d'environ 9 mètres avec un crâne de 80 centimètres de long, ce qui en faisait un iguanodonte de taille moyenne.
Cet iguanodonte devait avoir une démarche essentiellement quadrupède.

## Classification
L'analyse phylogénétique conduite par les inventeurs du genre le place juste en amont des Hadrosauriformes, comme plus dérivé que Hypselospinus mais moins que Ouranosaurus. C'est un ankylopollexien basal.